# Y.M.C.A. (dal)
A Y.M.C.A a Village People 1978-as slágere a Cruisin’ c. albumról. Szövegét Victor Willis, zenéjét Jacques Morali írta.

## Története
A dal címe a Young Men's Christian Association társaságra utal, melyet azért alapítottak, hogy a nagyvárosban először járó fiatal keresztény férfiakat megvédjék a „város veszélyeitől”. A YMCA szállást és közösségi kikapcsolódási lehetőségeket biztosított a hozzájuk fordulók számára, azonban az An Encyclopedia of Gay, Lesbian, Bisexual, Transgender, and Queer Culture információi szerint a 20. századtól a YMCA a homoszexuális férfiak „vadászhelyévé” vált, illetve itt folytattak titkos viszonyokat, miközben a YMCA falain kívül heteroszexuálisnak mutatták magukat.
A YMCA nevéhez fűződő homoszexuális botrányok és a Village people nagy számú homoszexuális rajongótábora miatt a Village People dalának néhány sorát is ezzel azonosították, Victor Willis, a dal szövegének írója azonban cáfolta, hogy szándékos utalások lennének a dalban a YMCA szervezet ilyen irányú „történetére”.

## A YMCA-tánc

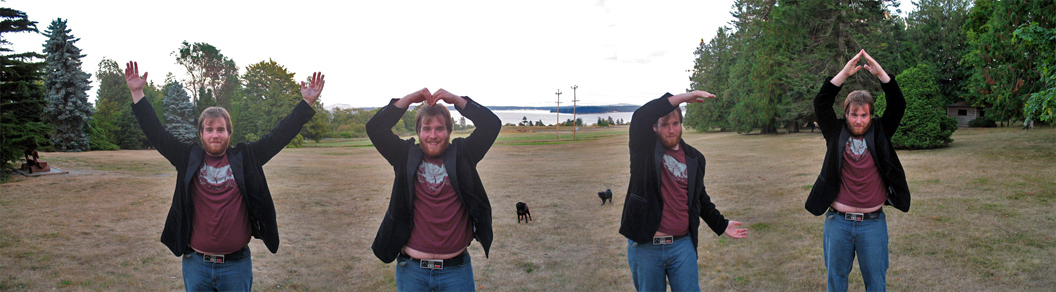
A Y-M-C-A betűk kézjelekkel

A dalhoz a közönség soraiban népszerű jellegzetes tánc is tartozik, melyet teljes egészében a közönség talált ki. Az együttes Dick Clark American Bandstand televíziós programjában lépett fel 1979-ben, amikor is a közönség soraiban egy cheerleading csapat is volt, akik a dal előadása közben a kezükkel elkezdték megformálni a Y-M-C-A betűket. Az együttes követte a példájukat, majd a közönség is, és a mozdulatsor hamarosan népszerűvé vált a koncerteken.

## Népszerű felhasználása
A 2020-as amerikai elnökválasztáson Donald Trump és kampánycsapata nagy sikerrel használta a választások hajrájában. A regnáló elnök arra is hajlandó volt, hogy pár apró mozdulatból álló táncsorral biztassa híveit a személyes szavazásra.